# エグジット (U2の曲)
『エグジット』（Exit）は『ヨシュア・トゥリー（The Joshua Tree）』に収録されているU2の楽曲である。

## 概要
レコーディングの最終段階のジャムセッションから生まれた曲で、皆で一度演奏しただけの長いものをイーノがまとめ上げた。
ニック・ケイブ＆The Bad Seedsの1985年のアルバム『The Firstborn Is Dead』に収録されている「Wanted Man」に似ているという指摘がある。このアルバムは『The Joshua Tree』からU2マシーンに加わったフラッドがプロデュースした作品であり、ジョニー・キャッシュとボブ・ディランが書いた他の曲が元になっている
歌詞はボノがノーマン・メイラーの「死刑執行人の歌」やゲイリー・ギルモアの「心臓を貫かれて」やトルーマン・カポーティの「冷血」にインスパイアされ、サイコキラーの心理について書いたもので、初期のタイトルはその「死刑執行人の歌」の原題・「The Executioner's Song」だった。またフラナリー・オコナーやレイモンド・カーヴァーの小説もアメリカン・ドリームから取り残された人々の気持ちを理解するのに役立ったのだという。この曲についてボノは「僕はこの曲が分からない。殺人のことを歌っているようにも、自殺のことを歌っているようにも思える。分からないんだ。けれども言葉のリズムはアメリカの精神を伝えるうえでとても重要なものになっている」と述べている。そして「Mothers of the Disappeared」の前に暴力的な曲を置きたくて、この曲をアルバムに収録することにしたのだという。
そしてこの曲は殺人事件を引き起こした。1989年7月18日、ロサンゼルスで、ロバート・ジョン・バルドという男がウディ・アレンの「ラジオ・デイズ」にも出演した駆け出しの女優レベッカ・シェーファーを銃殺するという事件が起きたのである。彼女のファンだったロバートは彼女が映画の中でラブシーンを演じているの見て、「彼女の無垢が汚される」とショックを受け、その居所を突き止めてストーカー行為を働いた挙句、銃殺したのである。そしてロバートは彼を診察した精神科医に「U2のExitに影響を受けた」と語ったのだった。
この事件以来、この曲はThe Joshua Tree再現ツアーで復活するまでライブで1度しか演奏されていない。ポール・マクギネスによると、やはり事件以来、この曲をライブで演奏するのは難しくなったようだ。
なおシングルカットされていないものの、オランダでは2週間チャートインし、最高46位を記録している。

## カバー
- Anthrax (2003) - スラッシュ・メタル・バンド。 『Taking the Music Back』収録。

## 評価
- 2009年ガーディアンが選ぶ誰もが知っている曲1000[4]